# Cédric Marshall Kissy
Cédric Marshall Kissy (Grand-Bassam, 1988) poeta marfileño ganador de varios premios.

## Publicaciones
- 2010 : Ciel d’Amour, terre de haine, Éditions Edilivre.
- 2011 : Tréfonds de cœurs de pierre, Éditions l’Harmattan
- 2012 : Tendresse et passion, anthologie des plus beaux poèmes d'amour de la Saint-Valentin
- 2012 : L'amour selon elle, Nouvelles, Éditions Balafons
- 2013 : La circulation des idées,  Le texte vivant